# Totalitarismo

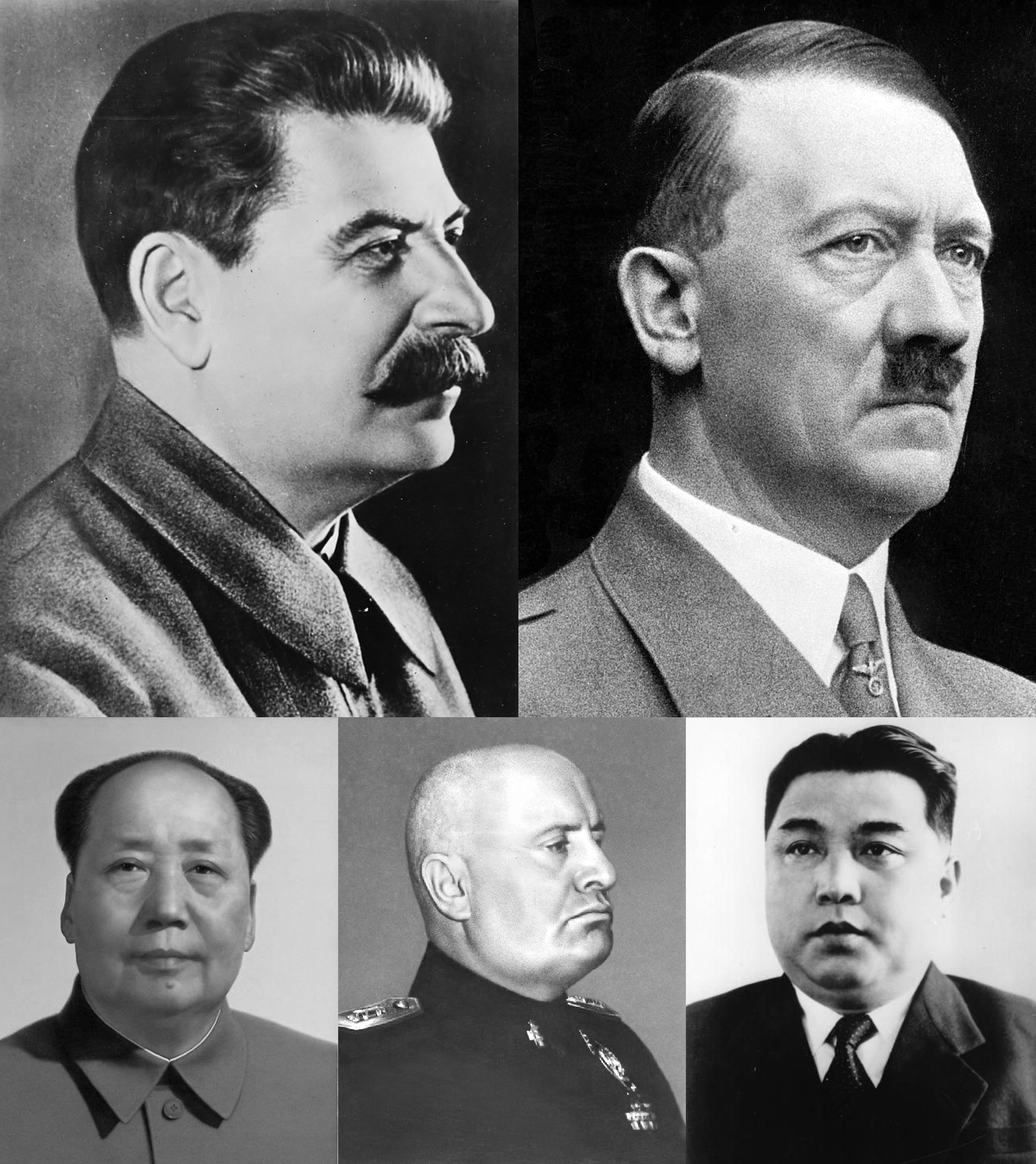
Líderes frequentemente acusados de governar regimes totalitários, da esquerda para a direita e de cima para baixo na imagem, incluem Joseph Stalin, ex-secretário-geral do Partido Comunista da União Soviética; Adolf Hitler, ex-Führer da Alemanha Nazista; Mao Tsé-Tung, ex-presidente do Partido Comunista da China; Benito Mussolini, ex-Duce da Itália Fascista; e Kim Il-sung, o eterno presidente da Coreia do Norte

Totalitarismo é um sistema político ou uma forma de governo que proíbe partidos de oposição, que restringe a oposição individual ao Estado e às suas alegações e que exerce um elevado grau de controle na vida pública e privada dos cidadãos. É considerado a forma mais extrema e completa de autoritarismo. Nos Estados totalitários, o poder político é geralmente detido por autocratas que recorrem a extensas campanhas de propaganda difundidas por meios de comunicação de massa detidos pelo Estado.
Os regimes totalitários são muitas vezes caracterizados por extensa repressão política, ausência de democracia, culto de personalidade generalizado, controlo absoluto da economia, censura, vigilância em massa e uso recorrente de terrorismo de Estado. Entre outras características comuns de regimes totalitários estão o recurso a campos de concentração, polícia secreta repressiva, perseguição religiosa, prática disseminada de pena de morte, a possível posse de armas de destruição em massa, fraudes eleitorais ou inexistência de eleições, e em alguns casos assassínios em massa e genocídios perpetrados pelo Estado. O historiador Robert Conquest descreve um Estado totalitário como aquele que não reconhece limites à sua autoridade, qualquer que seja a esfera da vida pública ou privada, e que impõe essa autoridade por todos os meios ao seu dispor.
Os regimes totalitários diferem de outros regimes autoritários. Num regime autoritário o poder é monopolizado por uma única pessoa ou pequeno grupo de pessoas, como um ditador, comité ou junta militar. No entanto, um regime autoritário está apenas preocupado com a manutenção do poder político e, desde que não seja contestado, oferece à sociedade algum grau de liberdade e não tem como finalidade mudar o mundo nem a natureza humana. Pelo contrário, um regime totalitário tem como objetivo controlar praticamente todos os aspetos da vida em sociedade, incluindo a economia, educação, arte, ciência, vida privada e valores morais dos cidadãos. Alguns governos totalitários promovem ideologias oficiais com o objetivo de controlar por completo o pensamento e ações dos cidadãos. Um Estado totalitário é também aquele que ambiciona movimentar toda a população para concretizar os seus objetivos. Carl Joachim Friedrich afirmou que as três características que diferenciam os regimes totalitários de outras autocracias são uma ideologia totalitária, um partido único apoiado por uma polícia secreta e o controlo monopolista de uma sociedade de massas industrial.
O conceito de Estado totalitário começou a ser formulado na década de 1920 pelo jurista de Weimar (e mais tarde académico Nazi) Carl Schmitt e, ao mesmo tempo, pelos fascistas italianos. Benito Mussolini afirmou "Tudo no Estado, nada fora do Estado, nada contra o Estado". Schmitt usou o termo Totalstaat no seu livro O Conceito do Político, publicado em 1927 e que viria a exercer influência como base legal para um Estado todo-poderoso. O termo foi adquirindo proeminência no discurso político ocidental durante a Guerra Fria, como forma de tentar converter o antifascismo do pré-guerra em anticomunismo no pós-guerra.

## Etimologia
A ideia de totalitarismo como poder político “total” através do Estado foi formulada em 1923 por Giovanni Amendola que criticou o fascismo italiano como um sistema fundamentalmente diferente das ditaduras convencionais. O termo depois ganhou conotações positivas nos escritos de Giovanni Gentile, o principal teórico do fascismo. Ele usou o termo "totalitário" para se referir à estrutura e metas do novo Estado. O novo Estado deveria dispor sobre a "representação total da nação e a orientação total das metas nacionais". Ele descreveu o totalitarismo como uma sociedade em que a ideologia do Estado teria influência, se não poder, sobre a maioria de seus cidadãos. Segundo Benito Mussolini, este sistema politiza tudo que é espiritual e humano. O conceito de totalitarismo surgiu nos anos 1920 e 1930. A visão de que ele foi elaborado somente depois de 1945 é frequente e equivocadamente visto como parte da propaganda antissoviética durante a guerra fria. [carece de fontes?]
| “                                           | "Tudo no Estado, nada contra o Estado, nada fora do Estado.” | ” |
| — expressão consagrada por Benito Mussolini |                                                              |   |

## Génese e contexto histórico
Foi ainda no decorrer da Primeira Guerra Mundial que começou a nascer o totalitarismo, fenómeno político que marcou o século XX. Com a necessidade de direcionar a produção industrial para as necessidades geradas pela guerra, os governos das frágeis democracias liberais europeias tiveram de se fortalecer, acumulando poderes e funções de Estado, em detrimento do poder parlamentar, para agilizar as decisões importantes em tempos de guerra. Quando voltasse a paz, dizia-se, esses poderes voltariam à distribuição democrática usual. Mas não foi isso que aconteceu. [carece de fontes?]
O Estado com poder executivo forte e legislativo debilitado que se constituiu durante a Primeira Guerra acabou sendo a semente do modelo de Estado autoritário que surgiria na década seguinte. Das várias monarquias parlamentares europeias no início do século XX (Reino Unido, Itália, Espanha, Holanda, Bélgica, Dinamarca, Suécia, Noruega, Sérvia, Bulgária, Roménia, Grécia, Áustria-Hungria, Portugal e outras), só a britânica terminou o século sem ter passado por uma ditadura de inspiração fascista. [carece de fontes?]

## A propaganda no totalitarismo
Elemento de destaque constituiu a propaganda entre os movimentos totalitários do século XX. Aspirando ao domínio total da população em regimes pautados por teorias conspiratórias e uma realidade fictícia criada em meio a um desprezo pela realidade dos fatos, a propaganda totalitária foi essencial para, num primeiro momento, a conquista das massas e arregimentar em torno de si uma enorme quantidade de simpatizantes, e, principalmente, para mantê-las sob controle posteriormente. Já empossados da máquina governamental, a violência de Estado, ainda restrita na ascensão dos movimentos ao poder, assume sua forma mais acabada, e, com isso, constitui-se no melhor instrumento de persuasão destes regimes: dão realidade às afirmações fictícias do regime. Como exemplo, Josef Stalin, ao divulgar que acabara com o desemprego na União Soviética, uma inverdade de fato, extinguiu os programas de benefícios para desempregados; ao afirmarem, os nazistas, que poloneses não tinham intelecto, começaram o extermínio de intelectuais poloneses.
Desta forma, o uso da propaganda nos regimes totalitários é tido como parte da violência, e vice-versa, sendo ambas complementares. E a primeira só vai substituir a segunda na medida em que a dominação vá se efetuando completamente. A propaganda, inicialmente, é destinada aos elementos externos ao movimento, àqueles que ainda não se domina, como estrangeiros, já o terror é perpetrado entre aqueles já dominados e que não mais oferecem resistência ao regime, alcançando sua perfeição nos campos de concentração e extermínio onde a propaganda é totalmente substituída pela violência. [carece de fontes?] Assim, o terror torna-se uma fonte de convencimento, semelhante à propaganda.
Também são apontadas semelhanças entre a propaganda totalitária e a propaganda comercial de massa (publicidade) que se desenvolvia nos Estados Unidos naquele início de século utilizando argumentos cientificistas para suas afirmações justificando a supremacia de suas próprias razões [carece de fontes?]. A sociedade massificada em que dominavam os regimes totalitários mais paradigmáticos lidavam com um indivíduo atomizado que, para o espanto do mundo não totalitário, perdia até mesmo seu instinto de auto-conservação.

## Características do totalitarismo tradicional
São características dos regimes totalitários paradigmáticos de ambos os extremos do espectro ideológico:[carece de fontes?]
| .                           | Totalitarismo de Esquerda | Totalitarismo de Direita |
| características divergentes | - abolição da propriedade privada; - coletivização obrigatória dos meios de produção agrícola e industrial; - supressão da religião da esfera política; - fundamentos ideológicos no socialismo. | - forte apoio da classe industrial; - corporativismo nas relações de trabalho e tutela estatal sobre as organizações sindicais; - fundamentos ideológicos em valores tradicionais (étnicos, culturais, religiosos) forte apoio da religião. |
| características comuns      | - regime de partido único (e um partido de massas); - centralização dos processos de tomada de decisão no núcleo dirigente do Partido Único; - burocratização do aparelho estatal (dominação legal); - intensa repressão a dissidentes políticos e ideológicos; - culto à personalidade do(s) líder(es) do Partido e do Estado(dominação carismática); - patriotismo, ufanismo e chauvinismo exacerbados; - intensa presença de propaganda estatal e incentivo ao patriotismo como forma de organização dos trabalhadores; - censura aos meios de comunicação e expressão; - paranoia social e patrulha ideológica; - militarização da sociedade e dos quadros do Partido; - expansionismo; - busca de um inimigo em comum para justificar o endurecimento do regime (judeus, negros e socialistas na doutrina nazifascista; burgueses na doutrina stalinista). | - regime de partido único (e um partido de massas); - centralização dos processos de tomada de decisão no núcleo dirigente do Partido Único; - burocratização do aparelho estatal (dominação legal); - intensa repressão a dissidentes políticos e ideológicos; - culto à personalidade do(s) líder(es) do Partido e do Estado(dominação carismática); - patriotismo, ufanismo e chauvinismo exacerbados; - intensa presença de propaganda estatal e incentivo ao patriotismo como forma de organização dos trabalhadores; - censura aos meios de comunicação e expressão; - paranoia social e patrulha ideológica; - militarização da sociedade e dos quadros do Partido; - expansionismo; - busca de um inimigo em comum para justificar o endurecimento do regime (judeus, negros e socialistas na doutrina nazifascista; burgueses na doutrina stalinista). |

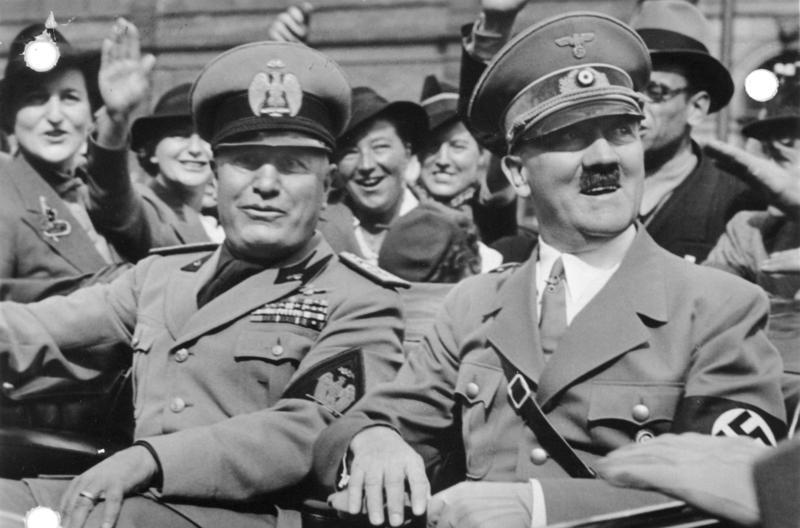
Benito Mussolini e Adolf Hitler em 28 de setembro de 1938

Sob o título de totalitarismos, as diferenças ideológicas entre regimes como o nazismo de Adolf Hitler e o fascismo de Benito Mussolini, o comunismo de Josef Stalin e o de Mao Zedong, ficam enevoadas. As diferenças que guardam são muitas e dizem respeito aos seus fins;[carece de fontes?] o totalitarismo de esquerda (stalinismo, maoismo e variações) representa o controle do poder político por um representante imposto dos trabalhadores, mas pressupõe uma revolução de fato no regime de propriedades, coletivizando os bens de produção e as terras, embora o objetivo final da teoria marxista pressuponha a abolição do próprio Estado.[carece de fontes?] As semelhanças entre os regimes de Stalin ou Mao com os de Hitler ou Mussolini limitam-se aos métodos — por isso não se pode de forma alguma confundir os dois modelos: respectivamente, um coletiviza a propriedade, o outro a mantém para a classe burguesa.[carece de fontes?] Por outro lado, as semelhanças que estes extremos reúnem entre si são justamente os aspectos definidores do regime totalitário (ver: Comparação entre nazismo e stalinismo).

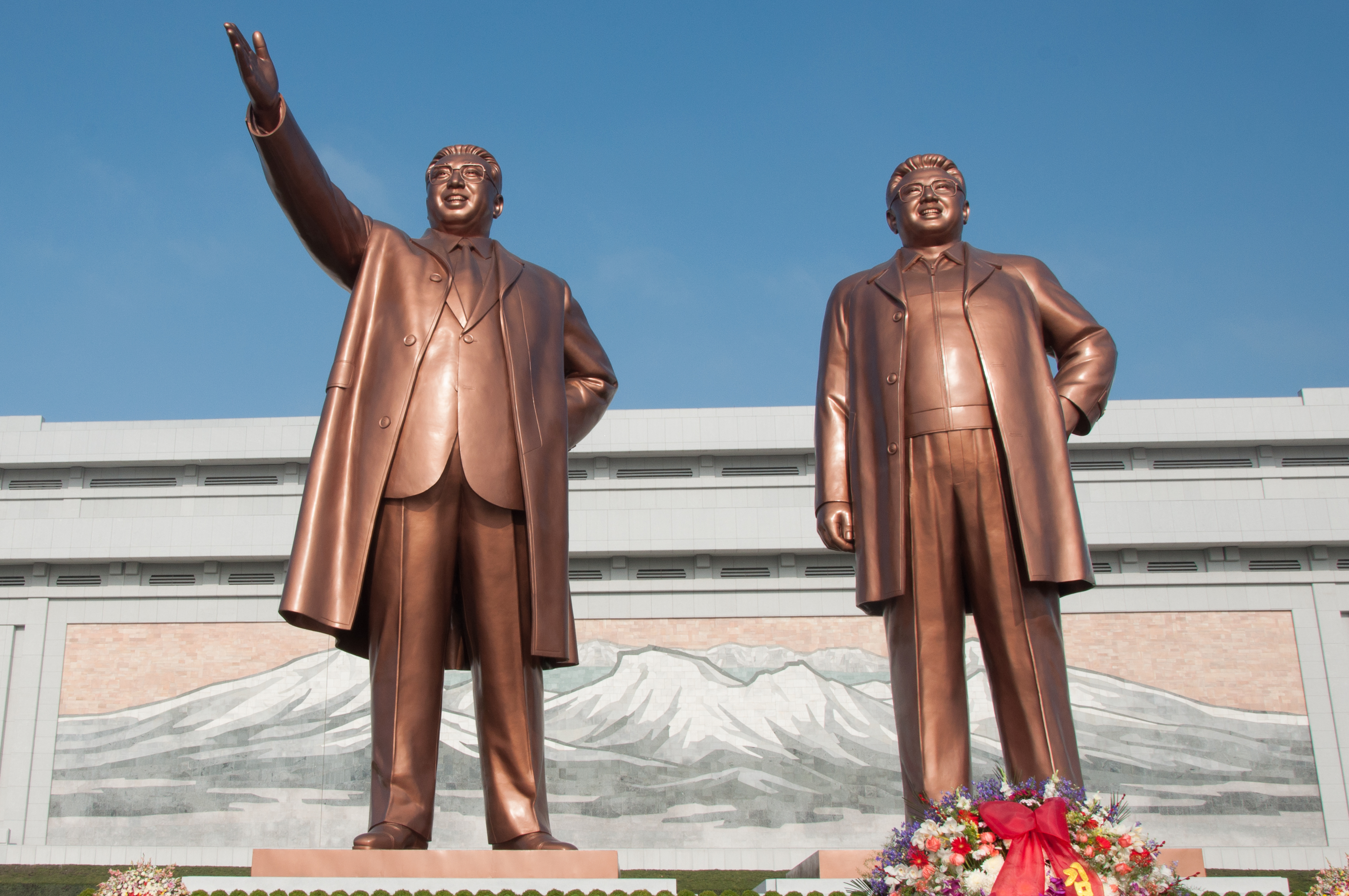
Estátuas de Kim Il-sung e de seu filho, Kim Jong-il, em Pyongyang, capital da Coreia do Norte

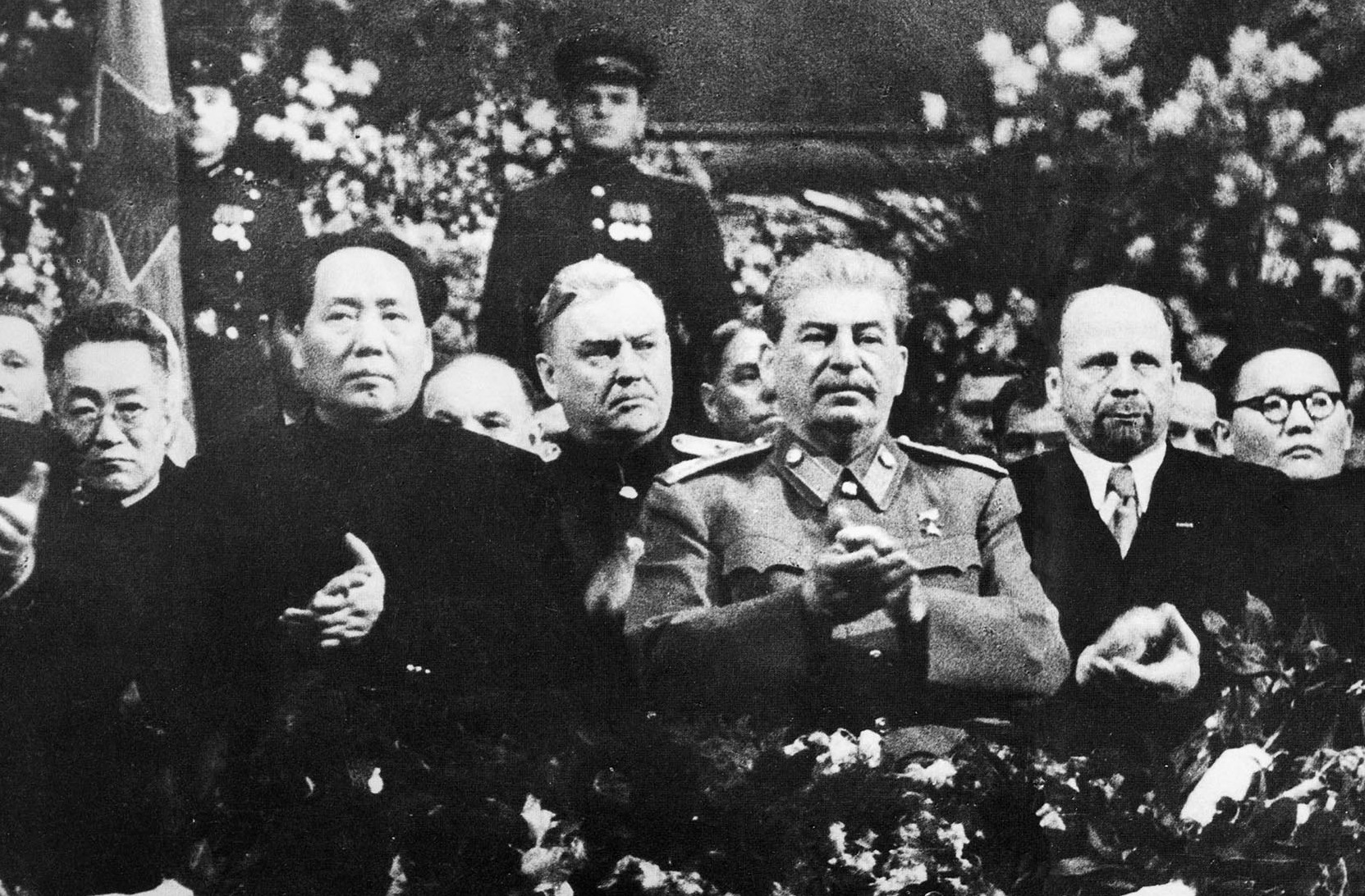
Mao Tsé-Tung e Josef Stálin em Moscou, dezembro de 1949

Para determinados críticos, a aspiração destes regimes é de um domínio absoluto daqueles sob seu jugo, e, nas suas últimas consequências, ao domínio universal, sem a restrição imposta pela noção de Estado-nação (embora nem a União Soviética stalinista nem a Alemanha Nazista, os dois principais exemplos de totalitarismo na história, tenham declarado este propósito). A máquina governamental, na visão de alguns autores,[carece de fontes?] aparece como mero instrumento para fins desse domínio total e universal aspirados por movimentos totalitários.
Para alguns,[carece de fontes?] a operosidade dos seus regimes frente a suas populações parecem convergir no que diz respeito aos métodos e táticas empregados na própria manutenção, apesar das "confissões" do aparelho governamental de Mao sobre as contradições não antagônicas entre o Estado e o povo chinês. Sem apelar para discursos ideológicos, todos esses regimes visavam a eliminação daqueles elementos que consideravam contrários a seus objetivos.

### Nazifascismo

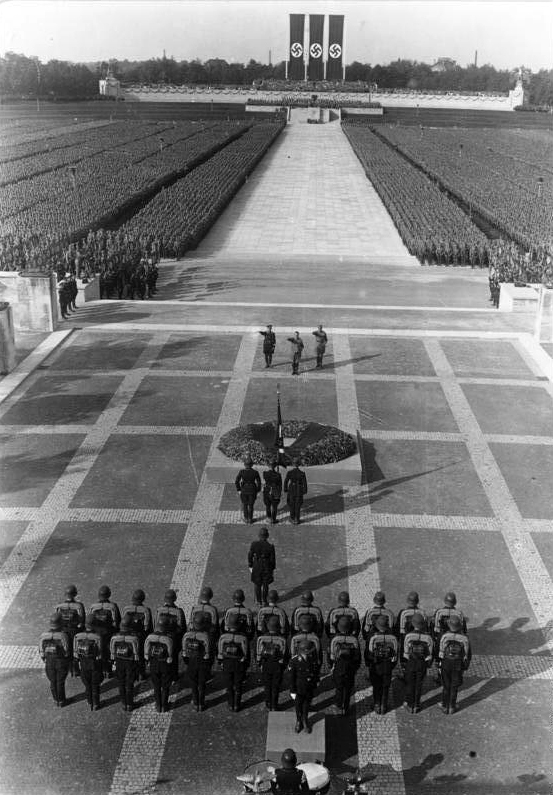
Heinrich Himmler, Hitler e Viktor Lutze fazem a saudação nazista na Reunião de Nuremberg de setembro de 1934.

O nazismo era, desde seu início, antiliberal tendo derrubado antigas estruturas institucionais imperiais bem como antigas elites consolidadas, se diferenciava do fascismo principalmente por pregar a superioridade da raça ariana, liderado por Adolf Hitler.[carece de fontes?]
Já o fascismo italiano foi mais proveitoso ao capital na medida em que extinguia sindicatos e obstáculos à administração patronal do trabalho.[carece de fontes?] Ali sim, o movimento foi no interesse de velhas classes dominantes em reação às agitações esquerdistas revolucionárias que se avolumavam.[carece de fontes?] O fascismo, liderado por Mussolini, foi um regime antidemocrático no qual o poder ficava nas mãos de um chefe de Estado, havia grande incentivo à educação e preparação de indivíduos para a guerra. Os fascistas se apresentavam como solução para a crise econômica e greves italianas. Através de violência e mortes eles sufocaram os movimentos grevistas e Mussolini conquistou oficialmente o poder.

### Stalinismo
Características do stalinismo:
- Ditadura burocrática do regime de partido único;
- centralização dos processos de tomada de decisão no núcleo dirigente do partido;
- burocratização do aparelho estatal (degenerescência burocrática segundo Leon Trótski);
- intensa repressão a dissidentes políticos e ideológicos (ver: Repressão política na União Soviética);
- culto à personalidade do(s) líder(es) do partido e do Estado;
- intensa presença de propaganda estatal e incentivo ao patriotismo como forma de organização dos trabalhadores;
- censura aos meios de comunicação e expressão;
- coletivização obrigatória dos meios de produção agrícola e industrial (ver: Coletivização forçada na União Soviética);
- militarização da sociedade e dos quadros do partido.

## O totalitarismo ou procedimentos totalitários na democracia

### Noam Chomsky
Em texto dedicado a Noam Chomsky, Jean Ziegler escreve: “Existem três totalitarismos: o totalitarismo stalinista, o totalitarismo nazista, e, agora, o "tina" (palavra formada com as iniciais da expressão inglesa there is no alternative ("não há alternativa"), utilizada por Margaret Thatcher para proclamar o caráter inelutável do capitalismo neoliberal.
A "tina", em sua concepção de integração global, trabalharia para a integração econômica planetária, mas somente em prol dos interesses das altas classes financeiras, dos bancos e dos fundos de pensão, potências que controlariam também as mídias. Assim, aqueles que se opõem a essa política são chamados de "anti-globalização", sendo sua crítica colocada à margem da mídia.
Considerando que a finalidade da democracia é que as pessoas possam decidir suas próprias vidas e fazer as escolhas políticas que lhes concernem, e que ela se sustenta na liberdade de expressão, mesmo os Estados Unidos, país símbolo da democracia, estariam sujeitos em dados momentos a um grau maior ou menor de totalitarismo, sustentado pela propaganda e pela pressão econômica sobre a livre expressão do pensamento. Considera ainda o pensador americano que a liberdade de expressão somente começou a ser exercida de forma mais plena nos Estados Unidos na década de 1960.
Considera, apesar disso, que uma "construção intelectual ... não pode ser comparada aos campos de concentração ou ao gulag", sendo, portanto, este tipo de opressão pela massificação, mais branda do que as formas de Estado totalitário stalinistas e nazi-fascistas.
Prossegue o pensador dizendo que, a partir da década de 1920, em países como Estados Unidos e Grã-Bretanha "o desejo de liberdade não podia mais ser contido somente pela violência estatal", tendo, por isto, a propaganda ideológica assumido o seu lugar, tendo produzido uma espécie de “fábrica do consentimento”, produzindo a aceitação e a submissão, como o mesmo objetivo totalitário de "controlar as ideias, os pensamentos, os espíritos".
Se a propaganda é o método de controle ideológico mais eficaz e, portanto, o mais usado pelos modernos governos liberais, por outro lado, não devemos nos esquecer que, eventualmente, em situações consideradas extremas, lançou-se mão de outros daqueles mecanismos que Louis Althusser chamou de Aparelhos Ideológicos do Estado, tal como a interpretação das leis, ou dos chamados Aparelhos repressivos do Estado, tal como a própria polícia, para controlar os protestos dos manifestantes da chamada Anti-globalização.